# إد ماكنتاير
إد ماكنتاير هو سياسي أمريكي، ولد في 1940، وتوفي في 2004.